# Tjära och fjädrar
| Tysk-amerikanske lantbrukaren John Meints från Minnesota blev utsatt för tjära och fjädrar i augusti 1918 under Första världskriget, i förödmjukande syfte. Anledningen var att han påstods inte stödja försäljningen av krigsobligationer. |  | Tysk-amerikanske lantbrukaren John Meints från Minnesota blev utsatt för tjära och fjädrar i augusti 1918 under Första världskriget, i förödmjukande syfte. Anledningen var att han påstods inte stödja försäljningen av krigsobligationer. |
| Tysk-amerikanske lantbrukaren John Meints från Minnesota blev utsatt för tjära och fjädrar i augusti 1918 under Första världskriget, i förödmjukande syfte. Anledningen var att han påstods inte stödja försäljningen av krigsobligationer. |  | |

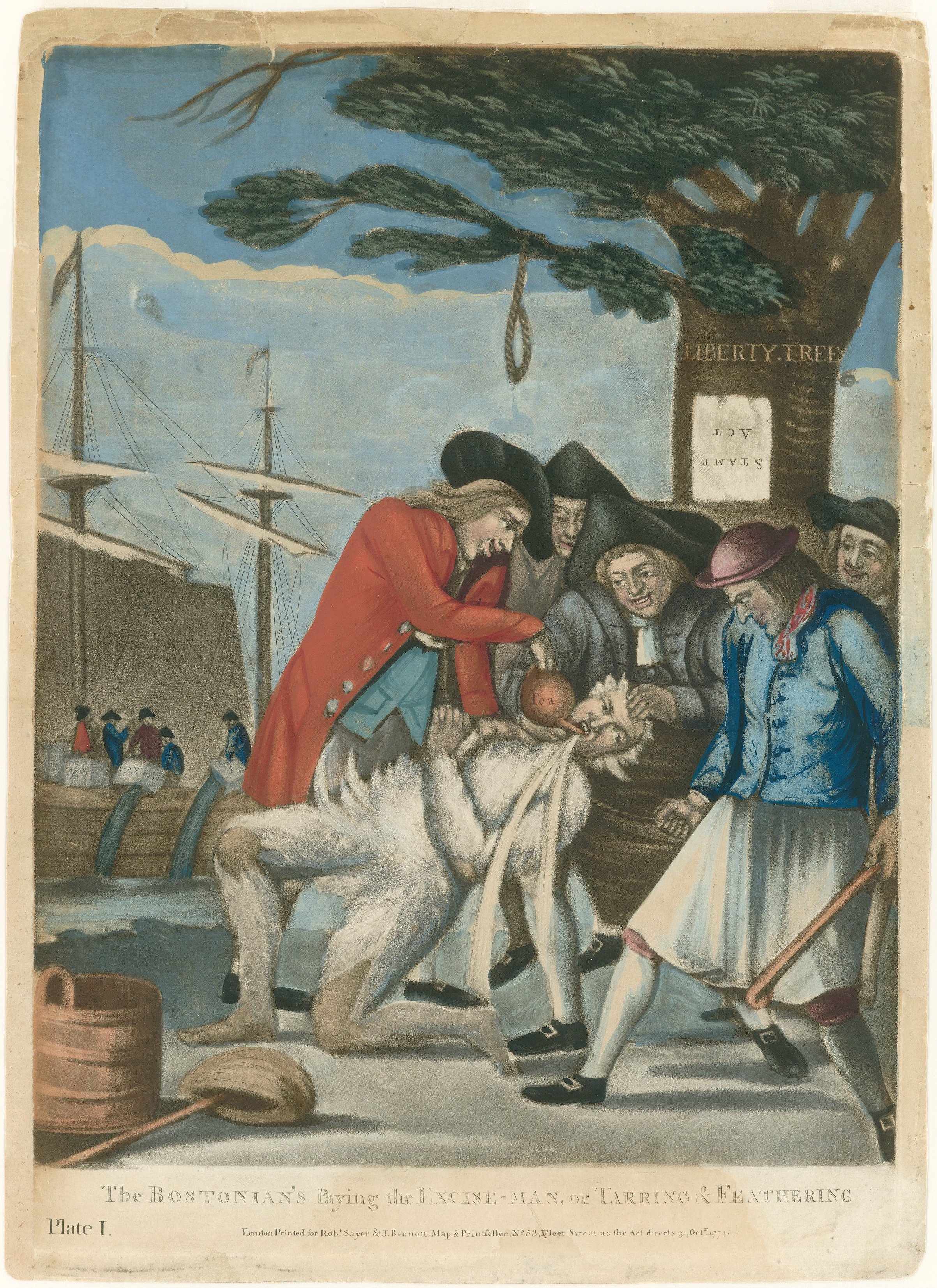
Propagandatryck från 1774, som visar hur en brittisk tjänsteman bestryks med tjära och fjädrar fyra veckor efter tebjudningen i Boston. Man häller även varmt te i hans mun.

Tjära och fjädrar är en gammal metod att straffa och förnedra en person. Det gick antingen till genom att personen först rullades, doppades eller fick påmålat tjära över kroppen och därefter rullades, doppades eller fick påklistrat fjädrar. Efter rullningen eller doppningen avslutades ibland straffet med gatlopp.

## Uttrycket
Metoden har blivit ett uttryck för att visa sin avsky eller sitt ogillande mot någon: "personen borde rullas i tjära och fjädrar".